# 格拉西爾湖

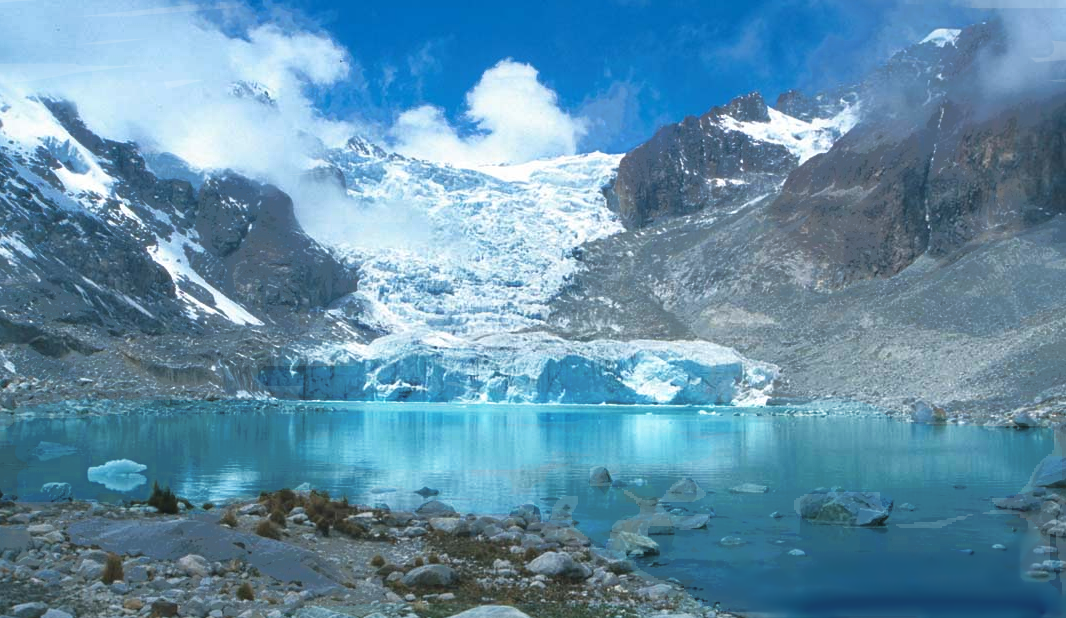

格拉西爾湖（西班牙語：Laguna Glaciar），是玻利維亞的湖泊，位於該國西部拉巴斯省，處於伊良普山和漢科烏馬山，面積0.2平方公里，海拔高度5,038米，是世界上第19高湖泊。
15°49′49″S 68°33′44″W / 15.83028°S 68.56222°W